# Alejandro Espinoza
Alejandro David Espinoza (n. Mar del Plata, Buenos Aires, Argentina; 16 de diciembre de 1992) es un futbolista argentino que se desempeña como defensor en Sarmiento de Cnel.Vidal de la Primera División de Liga Equipo Unidos de Mar Chiquita.

## Clubes
| Club                             | País      | Año         |
| -------------------------------- | --------- | ----------- |
| River Plate (Inferiores)         | Argentina | 2010        |
| Club Sportivo Cienciano (cedido) | Perú      | 2011        |
| Club Atlético Tucumán            | Argentina | 2011 - 2012 |
| Club Deportivo Morón (cedido)    | Argentina | 2012 - 2013 |
| Club Alianza Lima (cedido)       | Perú      | 2013        |
| Unión (Mar del Plata)            | Argentina | 2013 - 2014 |
| Unió Esportiva Sant Julià        | Andorra   | 2017 -      |

2023 Sarmiento de coronel Vidal,
- Goles: 1 , se la pico a Ragnar